# Bob Franceschini
Pour les articles homonymes, voir Franceschini.
Bob Franceschini, né le 15 décembre 1961, est un saxophoniste américain de jazz, un auteur-compositeur et un arrangeur. Il a joué sur plus de 80 albums d'autres artistes comme Mike Stern, Paul Simon et Willie Colón .

## Biographie

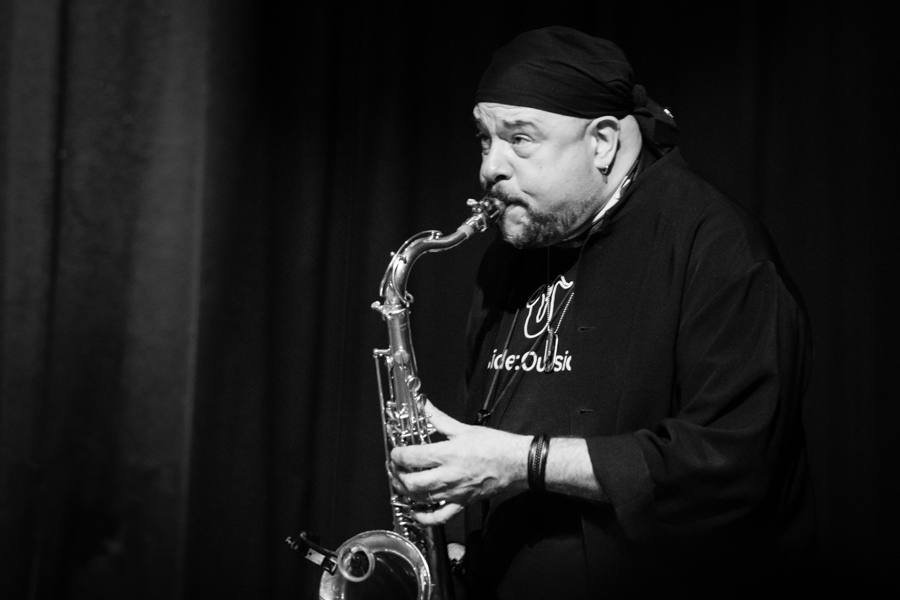
Bob Franceschini (2018)

### Carrière
En plus de son activité de composeur et d'arrangeur de jazz et de latin jazz, Franceschini a joué en tant que sideman avec Mike Stern, Paul Simon, Celine Dion, Tito Puente, BeBe Winans, Ricky Martin, Lionel Richie, Eddie Palmieri et beaucoup d'autres musiciens.
En 2001, Franceschini a joué sur l'album de Mike Stern Voices qui a été nommé aux Grammy Awards.

## Discographie

### AvecWillie Colón
- Honra y Cultura (Sony Discos Inc.)
- Mi Gran Amor (Madacy Latino)
- Idilio (Sony Music Distribution)
- Top Secrets (Fania Special)

### AvecPaul Simon
- Songs from The Capeman (Warner Elektra Atlantic Corp.)

### AvecCeline Dion
- These Are Special Times (Epic)

### AvecMike Stern
- New Morning: The Paris Concert (Inakustik)
- Voices (2001, Atlantic Records)
- These Times (2004, ESC Records)
- Who Let the Cats Out? (2006, Heads Up International)
- Big Neighborhood (2009, Heads Up International)